# Lista de pinturas de Maria Pardos

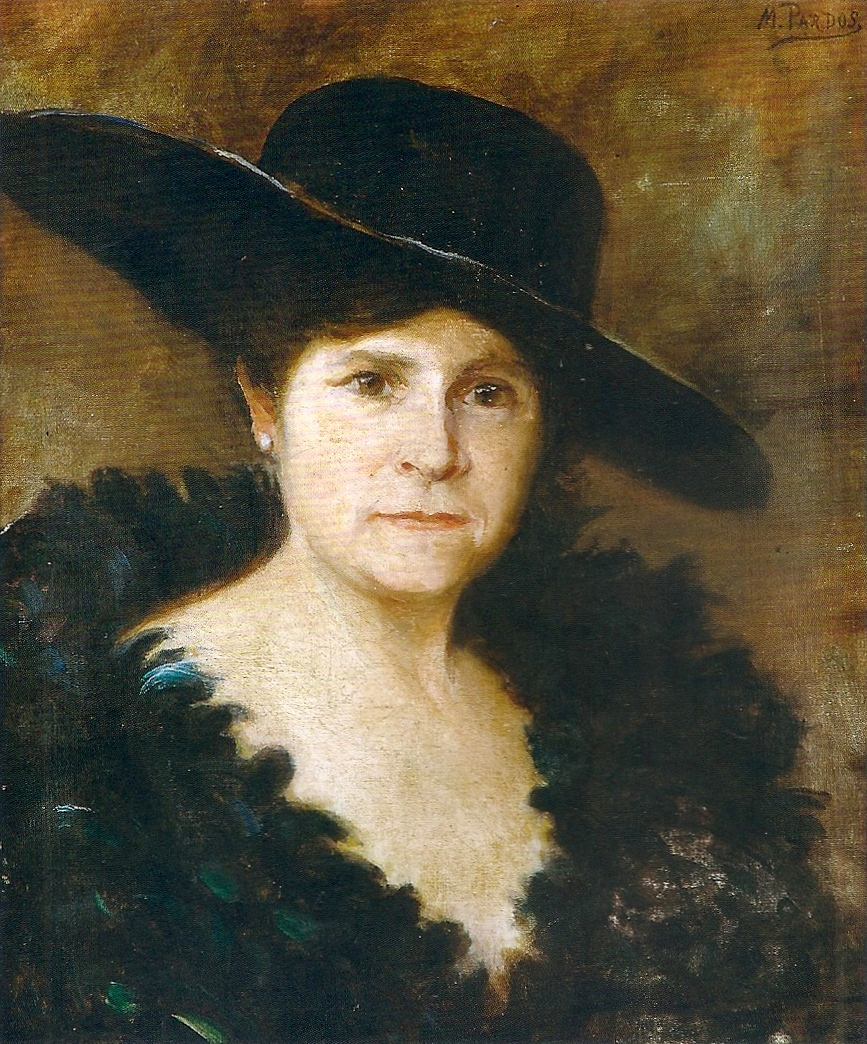
Autorretrato (1918).

Esta é uma lista de obras de arte de Maria Pardos (1866-1928).
Formada na Escola Nacional de Belas Artes, sob a orientação de Rodolfo Amoedo, é considerada uma das pioneiras da pintura brasileira no início do século XX. Suas obras foram premiadas, em especial Sem Pão, laureada com a medalha de bronze da Exposição Geral de Belas Artes, em 1914.
Suas pinturas estão em grande medida conservadas no Museu Mariano Procópio, onde há uma sala que lhe é dedicada.

## pintura
| Imagem | Título                                     | Data             | Coleção                |
| ------ | ------------------------------------------ | ---------------- | ---------------------- |
|        | Má Notícia                                 | No/unknown value | Museu Mariano Procópio |
|        | Alfredo Ferreira Lage                      | No/unknown value | Museu Mariano Procópio |
|        | Alfredo Ferreira Lage                      | No/unknown value | Museu Mariano Procópio |
|        | Sem título                                 | No/unknown value | Museu Mariano Procópio |
|        | Sem título                                 | No/unknown value | Museu Mariano Procópio |
|        | Mulher no bosque                           | No/unknown value | Museu Mariano Procópio |
|        | São Pedro                                  | No/unknown value | Museu Mariano Procópio |
|        | Sem título                                 | No/unknown value | Museu Mariano Procópio |
|        | Sem título                                 | No/unknown value | Museu Mariano Procópio |
|        | Sem título                                 | No/unknown value | Museu Mariano Procópio |
|        | Sem título                                 | No/unknown value | Museu Mariano Procópio |
|        | Sem título                                 | No/unknown value | Museu Mariano Procópio |
|        | Sem título                                 | No/unknown value | Museu Mariano Procópio |
|        | Maria da Glória Costa                      | No/unknown value | No/unknown value       |
|        | Sem título (Unção?)                        | 1913             | Museu Mariano Procópio |
|        | Capataz                                    | 1914             | Museu Mariano Procópio |
|        | Jardineiro                                 | 1914             | Museu Mariano Procópio |
|        | Sem Pão                                    | 1914             | Museu Mariano Procópio |
|        | Sem título (Flores? Aniversário?)          | 1914             | Museu Mariano Procópio |
|        | Sem título (Retrato Rosa?)                 | 1914             | No/unknown value       |
|        | Esquecimento                               | 1915             | Museu Mariano Procópio |
|        | Serenidade                                 | 1915             | Museu Mariano Procópio |
|        | Chiquinho do Tico-Tico ou Chiquinho        | 1915             | Museu Mariano Procópio |
|        | Jardim abandonado                          | 1915             | Museu Mariano Procópio |
|        | Luizinha                                   | 1915             | No/unknown value       |
|        | Árabe ou Mouro                             | 1916             | Museu Mariano Procópio |
|        | Conciliadora                               | 1916             | Museu Mariano Procópio |
|        | Desolada                                   | 1916             | Museu Mariano Procópio |
|        | Jornaleiro                                 | 1916             | Museu Mariano Procópio |
|        | O caipira violeiro (Capadócio?)            | 1916             | Museu Mariano Procópio |
|        | Pilar (Espanhola?)                         | 1916             | Museu Mariano Procópio |
|        | Portuguesa ou Saloia                       | 1916             | Museu Mariano Procópio |
|        | Sem título (Mocidade?)                     | 1916             | Museu Mariano Procópio |
|        | Velho mendigo                              | 1916             | Museu Mariano Procópio |
|        | O pensativo (Retrato, Solitude ou Estudo?) | 1916             | Museu Mariano Procópio |
|        | Sem título (Legumes?)                      | 1916             | Museu Mariano Procópio |
|        | Laranjas                                   | 1916             | Museu Mariano Procópio |
|        | Sem título (Natureza-morta?)               | 1916             | Museu Mariano Procópio |
|        | Flores                                     | 1916             | Museu Mariano Procópio |
|        | Flores                                     | 1916             | Museu Mariano Procópio |
|        | Sem título (Natureza morta?)               | 1916             | Museu Mariano Procópio |
|        | Maria (Avozinha?)                          | 1916             | No/unknown value       |
|        | Jardineiro (Estudo de nu? Hugo? Estudo?)   | 1916             | No/unknown value       |
|        | Sem título (Convalescente?)                | 1916             | No/unknown value       |
|        | Pensativa                                  | 1916             | No/unknown value       |
|        | Estudo de nu                               | 1917             | Museu Mariano Procópio |
|        | Sem título                                 | 1917             | Museu Mariano Procópio |
|        | Dalila                                     | 1917             | Museu Mariano Procópio |
|        | Estudo para Dalila I                       | 1917             | Museu Mariano Procópio |
|        | Estudo para Dalila II                      | 1917             | Museu Mariano Procópio |
|        | Autorretrato                               | 1918             | Museu Mariano Procópio |
|        | Primeira separação                         | 1918             | Museu Mariano Procópio |
|        | Zuleika                                    | 1918             | Museu Mariano Procópio |

∑ 53 items.